# اوه سه هون
اوه سه هون (کره‌ای: 오세훈؛ زادهٔ ۴ ژانویه ۱۹۶۱) سیاستمدار اهل کره جنوبی است که از ۸ آوریل ۲۰۲۱ تاکنون شهردار سئول است. او همچنین نمایندهٔ مجلس در مجلس ملی کره جنوبی از سال ۲۰۰۰ تا ۲۰۰۴ و شهردار سئول از سال ۲۰۰۶ تا ۲۰۱۱ بوده‌است. اوه سه هون یک وکیل است.

## زندگی شخصی
اوه سه هون زادهٔ سئول، کره جنوبی است. او از دبیرستان ده‌ایل فارغ‌التحصیل شد و در دانشگاه مطالعات خارجی هانکوک تحصیل خود را ادامه داد. او از دانشکدهٔ حقوق دانشگاه کره در رشتهٔ حقوق فارغ‌التحصیل شد و یک وکیل شد. اوه سه هون در سال ۲۰۰۰ به عنوان عضوی از شانزدهمین مجلس ملی کره جنوبی انتخاب شد.
او کاتولیک است و نام مسیحی او استیون است.

## آثار
- 가끔은 변호사도 울고싶다 (When a Lawyer Wants to Cry) نوشته شده توسط اوه سه هون (انتشارت میونگ‌جین، اکتبر ۱۹۹۵) شابک ‎۸۹−۷۶۷۷−۰۳۰−۷
- 우리는 실패에서 희망을 본다  (Failure Offers Seeds of Hope) نوشته شده توسط کانگ وون تک، کیم هو گی، اوه سه هون، و لی یونگ جو (انتشارات هوانگ‌گوم‌گاجی، اوت ۲۰۰۵) شابک ‎۸۹−۸۲۷۳−۹۳۰−۰